# Buddleja colvilei
Buddleja colvilei är en flenörtsväxtart som beskrevs av Joseph Dalton Hooker och Thomson. Buddleja colvilei ingår i släktet buddlejor, och familjen flenörtsväxter. Inga underarter finns listade i Catalogue of Life.

## Bildgalleri

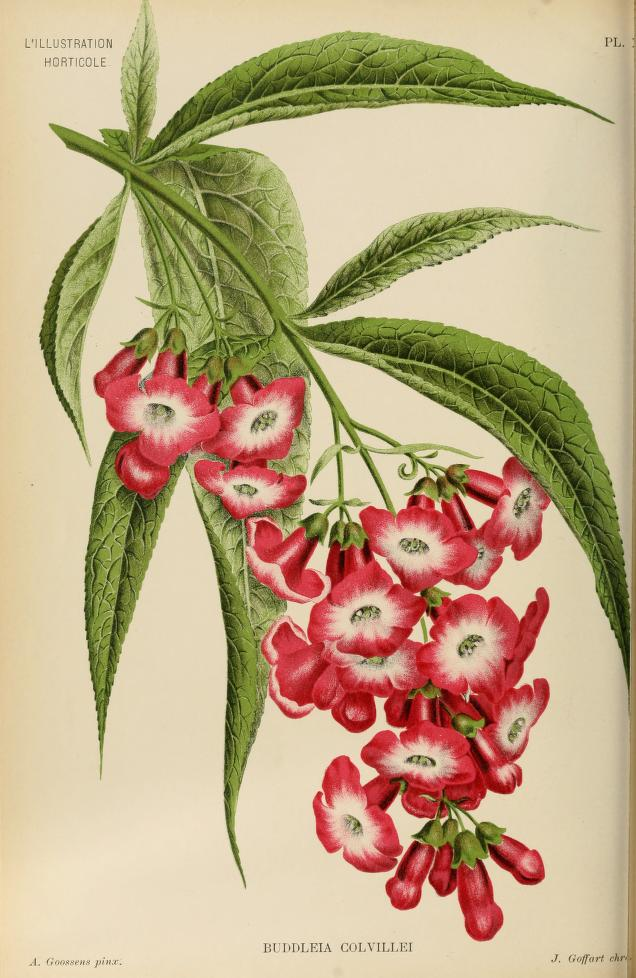
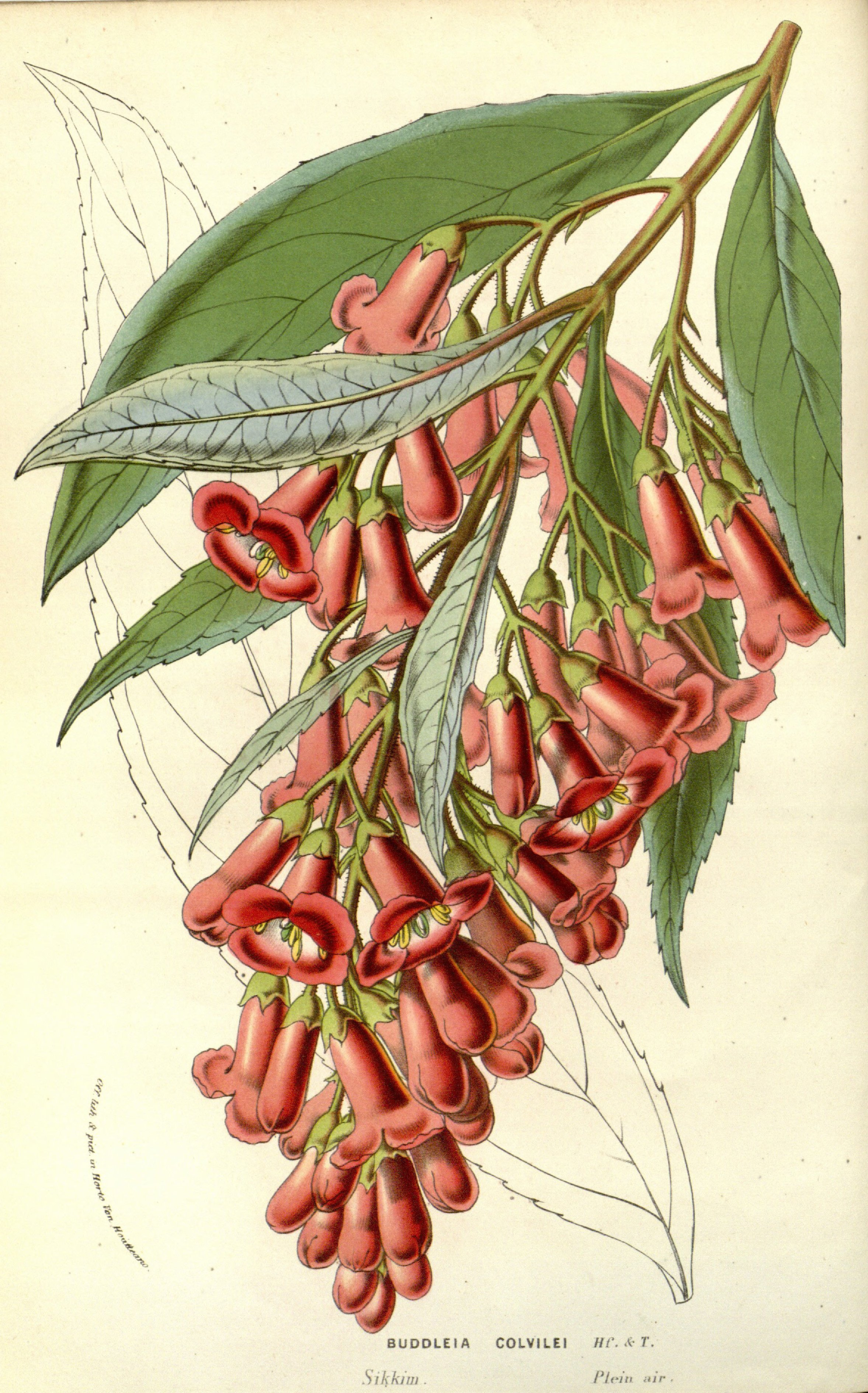